# Kasjan Sakowicz

Herb Korwin

Kasjan Sakowicz herbu Korwin, inne formy nazwiska: Касіян Калікст Сакович, Kasjan Sakowycz, Kalikst Sakowicz, Isakowicz (ur. 1578 w Potyliczu koło Lubaczowa, zm. 1647 w Krakowie) – działacz cerkiewny, teolog i pisarz polemista.

## Życiorys
Urodził się w Potyliczu (Podteliszu), koło Lubaczowa, na ziemi bełskiej, jako syn duchownego prawosławnego. Studiował w Akademii Zamojskiej i Akademii Krakowskiej, następnie przebywał na dworze władyki przemyskiego, unity Atanazego Krupeckiego. W latach 1620–1624 był rektorem Szkoły Brackiej w Kijowie, następnie (1624) przeniósł się do Lublina. W roku 1625 został unitą, a w latach 1626–1639 był archimandrytą monasteru Podwyższenia Krzyża Pańskiego w Dubnie, który właśnie w roku objęcia przez niego obowiązków przełożonego przyjął unię. W 1641 za pozwoleniem Urbana VIII zmienił obrządek na rzymskokatolicki i został kapelanem w klasztorze augustianów w Krakowie. Tam też zmarł w 1647 r.

## Twórczość
Sakowicz jest autorem wierszy, rozpraw teologicznych i traktatów politycznych. Pisał w języku ukraińskim i polskim. Pierwszy utwór o tematyce filozoficznej pt. Problemy (Проблеми) ukazał się po polsku w Krakowie w 1620 r., a w 1622 r. w Kijowie Sakowicz wydał popularny panegiryk o treści historycznej pn. Wiersz na żałosny pogrzeb zacnego rycerza Piotra Konaszewicza Sahajdacznego, hetmana wojsk jego Królewskiej Mości zaporoskich... według wzorów barokowej poezji sylabicznej. Inne ważne jego utwory: Kalendarz stary... i responzy na zarzuty starokalendarzan (1642) i Epanorthosis albo Perspektywa... (1642) zawierają polemiczne wydźwięki, skierowane przeciwko kalendarzowi juliańskiemu i obrzędom liturgicznym ówczesnej cerkwi prawosławnej i unickiej.

### Ważniejsze utwory
- Wirszy na załosnyj pohreb zacnaho rycera Petra Konstantinowicza Sahajdacznaho, hetmana wojska zaporoskoho, Kijów 1622; przedr.: S. T. Gołubiew Istorija Kijewskoj Duchownoj Akademii, t. 1, Kijów 1880, s. 17–40; C. Titow Materijały dla istorii kniżnij sprawi na Ukraini w XVI-XVIII w. Wsezbirka peredmow do ukrainśkich starodrukiw, Kijów 1924, s. 37–50
- Traktat o duszy, Kraków 1625
- Przedmowy aktom weselnym i pogrzebowym służące wszelkiego stanu i kondycji ludziom, Jarosław 1626, drukarnia J. Szeliga
- Kalendarz stary, w którym jawny i oczywisty błąd ukazuje się około święcenia Paschy, i responsa na zarzuty starokalendarzan, i co za pożytki ruskiemu narodowi z przyjęcia nowego kalendarza[4], Wilno 1640, wyd. następne: Warszawa 1641 (według J. I. Kraszewskiego i A. Jochera: Wilno 1645?); wyd. poszerzone pt. Okulary kalendarzowi staremu. Przy których i responsa katolickie na obiectie starokalendarzan są położone i pożytki ruskiemu narodowi z przyjęcia rzymskiego kalendarza ukazane[5], Kraków 1644, drukarnia F. Cezary
- Dialog abo rozmowa Maćka z Dyonizym, popem schizmatyckim wileńskim, o Wielkanocy ruskiej roku 1641, Kraków 1642, drukarnia W. Piątkowski
- Ἐπανόρθωσις abo perspectiwa i objaśnienie błędów, herezjej i zabobonów w grekoruskiej cerkwi disunitskiej tak w artykułach wiary jako w administrowaniu sakramentów i w inszych obrządkach i ceremoniach znajdujących się, Kraków 1642, drukarnia W. Piątkowski (na pismo to odpowiadali: P. Orański Zwierciadło albo zasłona naprzeciw uszczypliwej Perspektywie..., Wilno 1645; P. Mohiła Lithos, Kijów 1644)
- Oskard albo młot na skruszenei kamienia schyzmatyckiego rzuconego z Fary Kijowskiej Pieczarskiej od niejakiegoś Euzebia Pimina przeciw Perspektywie, Kraków 1646 (Estreicher powątpiewa w istnienie tego druku; A. Jabłonowski zanotował powyższe dzieło jako rękopis)

### Przekłady
- Problemata abo pytania o przyrodzeniu człowieczym z łacińskiego na polski, Kraków 1620; według F. M. Sobieszczańskiego wyd. w Kijowie (przeróbka średniowiecznego traktatu tzw. Problemata Arystotelis)
- Sobór kijowski schyzmatycki przez ojca Piotra Mohiłę złożony. Z ruskiego na polski język przełożony, Warszawa 1641, wyd. następne: Kraków 1642